# Думешти (Алба)
Думешти (рум. Dumești) насеље је у Румунији у округу Алба у општини Салчуа. Oпштина се налази на надморској висини од 779 m.

## Становништво
Према подацима из 2002. године у насељу је живело 81 становника, од којих су сви румунске националности.